# Herzegovina Flor

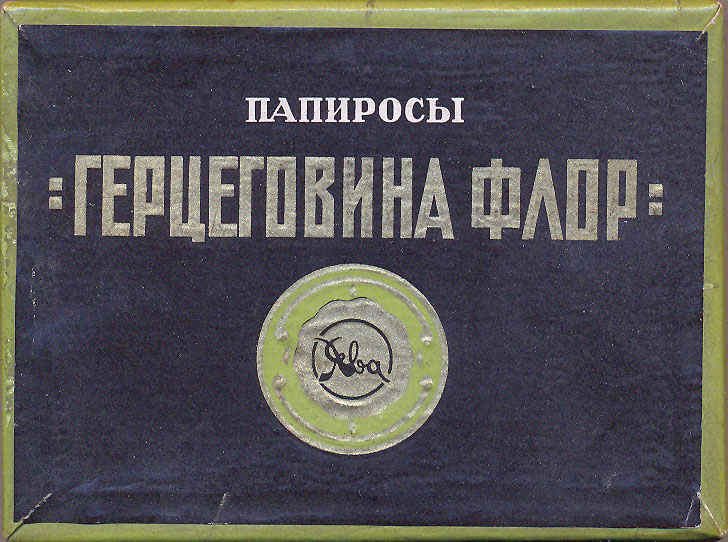

A Herzegovina Flor (oroszul: Герцеговина Флор) egy dohánytermék – papiróz, ami különösen ismertté vált, és az ma is, azáltal, hogy Sztálin a pipájába töltve ennek dohányát szívta.
A luxuskategóriájú papirózt 1912-ben hozta forgalomba Sz. Gabaj. A gyár 1922-ben a Java nevet kapta. A Herzegovina Flort 1970-től kezdve a szocialista országokba is exportálták.
A moszkvai Java gyár keménydobozos cigarettát is gyártott ugyanezzel a névvel.
A gyár neve, a Java – korrekt, ugyanis a felhasznált dohányuk indonéziai eredetű volt, viszont a Herzegovina Flor dohánya ténylegesen Hercegovinából származott; állítólag.
A Sztrugackij fivérek Mese egy trojkáról c. elbeszélésének főhőse Herzegovia Flort szív.